# Francia India
Francia India a Francia Kelet-indiai Társaság által Indiában a 17. század második felétől megszerzett területek neve. Része volt Pondichéry, Karikal és Yanaon a Coromandel-partvidéken, Mahé a Malabar-partvidéken, és Chandernagor Bengálban.  Francia Indiának kereskedőállomások is a részei voltak más városokban, de 1816 után ezeknek kevés kereskedelmi szerepe volt, és az ezeknek helyet adó városok brit hatáskörbe kerültek.

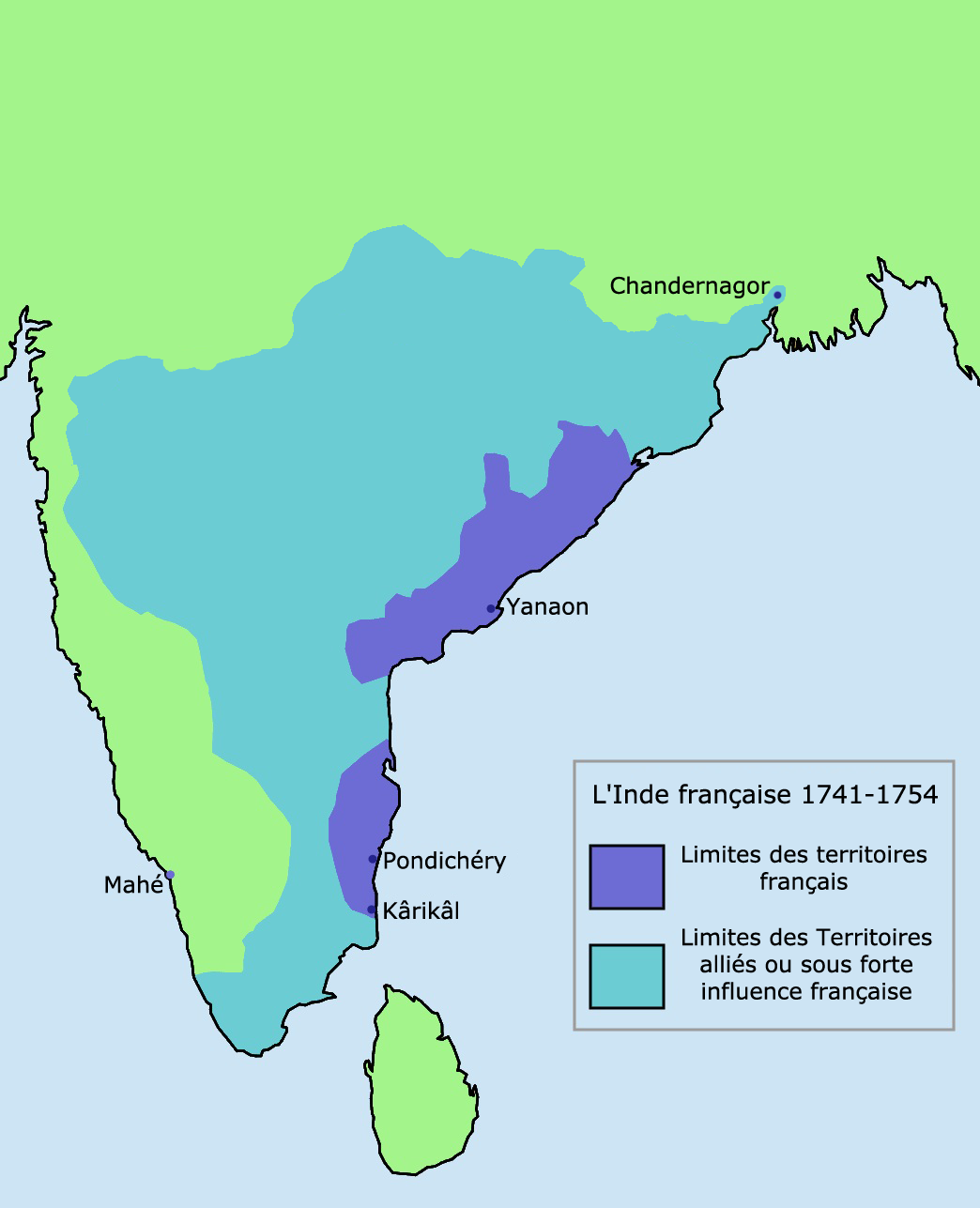
Sötét: francia terület, Világoskék: erős francia befolyás (1741-1754)

Franciaország a 17. század európai tengeri hatalmai közül utolsóként lépett be a kelet-indiai kereskedelembe.  A történészek keresték ezen késlekedés okait, rámutattak pl. az ország atlanti-parti kereskedőinek provinciális gondolkodására, hiszen óriási kezdeti beruházásra volt szükség a kereskedelem megindításához.
Az első Indiába irányuló expedíció a 16. század első felében jöhetett létre I. Ferenc uralkodása alatt, amikor Rouen kereskedői két hajót szereltek fel a keleti tengereken folytatott kereskedelem céljából. Le Havre kikötőjéből indultak és többé nem hallottak róluk.

## A birtokok
Francia India a következő részekből állt:
- Chandannagar (Chandernagor): Kalkuttától északra, 1673-ban [4] alapították a franciák,
- Puducherry (Pondichéry): Koromandel-part, 1674-ben szerezték meg [4]
- Mahe (Mahé): Malabár-part, 1721-1725-ben szerezték meg [4]
- Yanam (Yanaon): Godávári-delta, 1723-tól [4]
- Karaikal (Karikal): Koromandel-part, 1738 / 1739-től [4]

1948-ban összesen 508 km²-en terült el 362 ezer lakossal. 